# Gabriel Chaim
Gabriel Chaim (1981 em Oriximiná ou Belém, Pará) é um jornalista, documentarista, fotógrafo e cinegrafista brasileiro que costuma atuar em zonas de guerra e conflitos pelo mundo, principalmente no Oriente Médio.
Inicialmente do ramo da gastronomia, Gabriel se interessou por fotografar refeições em zonas de refugiados e acabou se especializando em cobrir guerras e conflitos. Já cobriu embates e crises de refugiados na Síria, Egito, Irã, Iraque, Jordânia e Palestina e teve conteúdos repercutidos em veículos como The Guardian, CNN, Der Spiegel e G1; imagens suas capturadas por drone na cidade de Kobanî, na fronteira da Síria com a Turquia, foram exibidas pela banda irlandesa U2 durante sua turnê iNNOCENCE + eXPERIENCE em 2015. Já entrevistou figuras como Mahmoud Ahmadinejad (ex-presidente do Irã) e Volodymyr Zelensky (presidente da Ucrânia). Documentários seus receberam indicações para o Emmy e para o New York Festivals.

## Carreira

### Estudos, trabalhos pré-coberturas e outras atividades
A primeira carreira que Gabriel considerou foi em Economia, área para a qual prestou vestibular em 2000 em Belém. Depois, foi para o Rio de Janeiro, estudar Direito, que trocou por Publicidade e depois por Cinema. Foi morar em Goiânia, onde tentou uma sorveteria que trazia sabores do Pará, mas que faliu, e um bar, que também não vingou.
Sua próxima empreitada foi estudar gastronomia em São Paulo, na Universidade Anhembi Morumbi. Abandonou o curso no último semestre para trabalhar num restaurante em Spello, na Itália, a convite de um amigo em 2011 ou 2012. De lá, foi para um restaurante em Dubai trabalhar na cozinha e também ser fotógrafo, ofício que aprendeu com o pai, por um salário melhor que lhe permitiu viajar o mundo.
Nos anos 2010, Chaim gerenciava o projeto Kitchen 4 Life com suas fotos, financiando-o com seu trabalho em Dubai.
Em 2022, preparava o livro A Guerra de Gabriel Chaim, com registros seus de conflitos pelo mundo e textos de Guga Chacra. O lançamento estava previsto para agosto daquele ano. Em 2024, lançou o livro Gabriel Chaim: 10 anos de guerras sem fim, com imagens inéditas legendadas em duas línguas. A obra gerou uma exposição homônima no Museu da Imagem e do Som de São Paulo.

### Cobertura em conflitos
Durante férias do curso de fotografia na Itália, viajou para o Irã e para campos de refugiados, com o objetivo inicial de fotografar o que essas pessoas comiam. O campo Niatak no Afeganistão iniciou seu interesse por essa realidade. Ao atuar no Egito, presenciou a queda de Mohamed Morsi em 2013, ano no qual também conseguiu chegar a Alepo (ao contrário de muitos jornalistas) para cobrir a Guerra Civil Síria. Essas experiências foram a propulsão inicial para a sua nova área de atuação.
Em 2014, fotografou uma mulher refugiada com queimaduras de ácido em Guarulhos. A imagem foi exposta em Londres, saiu em matéria no The Guardian e uma organização custeou um tratamento para a vítima, que mais tarde se mudou para a Alemanha.
Em 3 de maio de 2015, foi detido na fronteira entre a Síria e a Turquia quando tentou entrar ilegalmente na Síria a partir da cidade turca de Sanliurfa. Outros dois fotógrafos, um alemão e um turco, também foram presos com ele. O profissional foi interrogado por várias horas sem direito a comida, água ou descanso, e depois permaneceu numa cela com cerca de 100 outros prisioneiros de diversas nacionalidades, incluindo membros do Estado Islâmico. Foi liberado no dia 12 e depois deportado, chegando a São Paulo na manhã do dia seguinte.
Em 2020, passou os cinco primeiros meses da pandemia de COVID-19 trabalhando num hospital em Bagdá, gerando material que mais tarde viraria documentário na BBC.
Em outubro de 2023, durante uma participação no Conexão GloboNews, teve de se abrigar ao vivo em um kibutz enquanto o Domo de Ferro de Israel entrava em ação para proteger o território do país de artefatos vindo de Gaza.

### Documentários
Em 12 de dezembro de 2015, a GloboNews exibiu seu documentário Síria em Fuga, com registros de histórias de refugiados da Guerra Civil Síria, incluindo uma entrevista com o pai do menino Alan Kurdi, cuja morte virou símbolo dessa crise humanitária. O trabalhou ganhou medalha de ouro no New York Festivals.
Em 2017, estreou uma série documental no History chamada Zona de Conflito, na qual narra seu trabalho no Iraque, na Síria e na Turquia.
Em 2019, a GloboNews recebeu medalha de prata no New York Festivals por seu documentário Margens de uma Guerra: Heróis e Vítimas em Mossul, que retrata a ação das Forças Especiais de Operações do Iraque contra o Estado Islâmico em Mossul e as consequências para os civis.
Em 2022, produziu o documentário Abrigo — Inocentes sob Ataque, em que conta histórias de cidadãos da Ucrânia vítimas de ataques da Rússia no contexto da invasão da primeira pela última. O trabalho estreou na GloboNews e foi depois disponibilizado no Globoplay. Ganhou novamente prata no New York Festivals.
No final de 2023, também na GloboNews, exibiu seu documentário Evel, Hazin - Dias de Luto, com os reflexos da Guerra Israel-Hamas na vida de civis da Palestina. A obra foi indicada ao Prêmio Emmy de Notícias e Documentários na categoria atualidade.
No Natal de 2024, foi ao ar na GloboNews o documentário Salma: sobre raízes e perdas, sobre os conflitos Israel-Hezbollah.

### Exposições
Gabriel teve trabalhos seus expostos em diferentes ocasiões. Em janeiro de 2014, seus registros de refugiados da Guerra Civil Síria foram expostos em Belém, seguindo depois para temporadas em São Paulo e no Rio de Janeiro. Em novembro de 2015, outras imagens suas da guerra na Síria foram exibidas na Zipper Galeria, em São Paulo, em parceria com a Human Rights Watch.
No final de 2021, ganhou outra exposição, desta vez com imagens feitas no Brasil, ao acompanhar uma operação do Exército e da Polícia Federal contra o garimpo ilegal de ouro na Terra Indígena Yanomami, entre Roraima e o Amazonas. Uma obra sua, "Aldeia Roko", foi leiloada em 2022 para ajudar a financiar o filme Jepotá.

## Vida pessoal
Gabriel é filho de libaneses. Reside em São Paulo e tem dois filhos que, em 2023, tinham 14 e oito anos. Fala inglês, italiano e um pouco de árabe e curdo.
Por motivos de segurança, Gabriel evita postar conteúdos pessoais nas redes sociais e não informa a parentes e amigos os locais exatos onde está atuando. Quando o colega de ofício estadunidense Brent Renaud morreu no contexto da guerra da Ucrânia, Gabriel alertou que "uma morte não é mais importante que outra", criticando o tratamento diferenciado dado pela imprensa a diferentes perfis de vítimas fatais de conflitos.
Em participação no programa Conversa com Bial, Gabriel explicou que tem dificuldades de voltar à normalidade após retornar de conflitos. Também acredita que ver cenas chocantes como crianças mortas através das câmeras ajuda a atenuar o efeito que isso teria caso ele as visualizasse diretamente.